# پرچم آزور
پرچم آزور در ۳ فوریه ۱۹۷۹ پذیرفته شد.